# Анджеліка Бустос
Анджеліка Ельвіра Бустос Боне (ісп. Angélica Elvira Bustos Bone; нар. 22 квітня 1993) — еквадорська борчиня вільного стилю, Панамериканська чемпіонка, бронзова призерка Боліваріанських ігор.

## Життєпис
Боротьбою почала займатися з 2005 року. У 2009 році стала чемпіонкою Панамериканського чемпіонату серед кадетів. Наступного року на цих же змаганнях здобула срібну медаль, а у 2011 стала чемпіонкою Панамериканського чемпіонату серед юніорів.
У 2013 році виступмла на Боліварівнських іграх, здобувши бронзову нагороду. Наступного року дебютувала на дорослому Панамериканському чемпіонаті, відразу ставши чемпіонкою. Того ж року виступила на чемпіонаті світу, посівши тринадцяту сходинку.
2015 рік не приніс їй медалей на міжнародній арені. На Панамериканському чемпіонаті вона стала лише десятою, а на Панамериканських іграх посіла п'яте місце.
Тренери — Омар Муньйос, Сесар Карраседо.
Навчалася в Регіональному автономному університеті де лос Андес — Санто-Домінго-де-лос-Цачилас.

## Спортивні результати на міжнародних змаганнях

### Виступи на Чемпіонатах світу
| Змагання                        | Збірна  | Вагова категорія          | Місце |
| ------------------------------- | ------- | ------------------------- | ----- |
| Чемпіонат світу з боротьби 2014 | Еквадор | жіноча боротьба, до 48 кг | 13    |

### Виступи на Панамериканських чемпіонатах
| Змагання                                   | Збірна  | Вагова категорія          | Місце  |
| ------------------------------------------ | ------- | ------------------------- | ------ |
| Панамериканський чемпіонат з боротьби 2014 | Еквадор | жіноча боротьба, до 53 кг | Золото |
| Панамериканський чемпіонат з боротьби 2015 | Еквадор | жіноча боротьба, до 53 кг | 10     |

### Виступи на Панамериканських іграх
| Змагання                  | Збірна  | Вагова категорія          | Місце |
| ------------------------- | ------- | ------------------------- | ----- |
| Панамериканські ігри 2015 | Еквадор | жіноча боротьба, до 48 кг | 5     |

### Виступи на Боліваріанських іграх
| Змагання                 | Збірна  | Вагова категорія          | Місце  |
| ------------------------ | ------- | ------------------------- | ------ |
| Боліваріанські ігри 2013 | Еквадор | жіноча боротьба, до 48 кг | Бронза |

### Виступи на інших змаганнях
| Змагання                       | Збірна  | Вагова категорія          | Місце |
| ------------------------------ | ------- | ------------------------- | ----- |
| Кубок Бразилії з боротьби 2014 | Еквадор | жіноча боротьба, до 48 кг | 5     |

### Виступи на змаганнях молодших вікових груп
| Змагання                                                 | Збірна  | Вагова категорія          | Місце  |
| -------------------------------------------------------- | ------- | ------------------------- | ------ |
| Панамериканський чемпіонат з боротьби серед кадетів 2009 | Еквадор | жіноча боротьба, до 46 кг | Золото |
| Панамериканський чемпіонат з боротьби серед кадетів 2010 | Еквадор | жіноча боротьба, до 49 кг | Срібло |
| Панамериканський чемпіонат з боротьби серед юніорів 2011 | Еквадор | жіноча боротьба, до 48 кг | Золото |